# كبيرة
الكبيرة هي: الجرم أو الإثم أو الذنب الجسيم. طبقاً للدين الإسلامي قال الله: ﴿إِنْ تَجْتَنِبُوا كَبَائِرَ مَا تُنْهَوْنَ عَنْهُ نُكَفِّرْ عَنْكُمْ سَيِّئَاتِكُمْ وَنُدْخِلْكُمْ مُدْخَلًا كَرِيمًا ۝٣١﴾ [النساء:31]، ويقول الرسول: «الصلوات الخمس، والجمعة إلى الجمعة، كفارة لما بينهن ما لم تغش الكبائر» [رواه مسلم والترمذي]. واختلف العلماء في عدد الكبائر وفي حدها، فقال بعضهم: هي السبع الموبقات، وقال بعضهم: هي سبعون، وقال بعضهم: هي سبعمائة، قال بعضهم: هي ما اتفقت الشرائع على تحريمه.
ومن أشهر التعريفات هي ما نقل عن ابن عباس وسعيد بن جبير والحسن البصري وغيرهم أن الكبائر: «كل ذنب ختمه الله تعالى بنار أو غضب أو لعنة أو عذاب». وورد مثل هذا القول عن الإمام أحمد ورجحه القرطبي وابن تيمية والذهبي وغيرهم.

## تعديد بعض الكبائر
1. الشرك بالله: ذكر القرآن: إِنَّهُ مَن يُشْرِكْ بِاللّهِ فَقَدْ حَرَّمَ اللّهُ عَلَيهِ الْجَنَّةَ وَمَأْوَاهُ النَّارُ[2] وقال النبي: «ألا أنبئكم بأكبر الكبائر؟ الإشراك بالله.».[3] وهـو نوعان: شرك أكبر وهو عبادة غير الله، أو صرف أي شيء من العبادة لغير الله، أو اعتقاد شي يعتبر شرك بالله، وشرك أصغر ومنه الرياء، ذكر الله في الحديث القدسي: «أنا أغنى الشركاء عن الشرك، من عمل عملا أشرك معي فيه غيري تركته وشركه» [رواه مسلم].
2. قتل النفس التي حرم الله الا بالحق: ذكر القرآن: ﴿وَمَنْ يَقْتُلْ مُؤْمِنًا مُتَعَمِّدًا فَجَزَاؤُهُ جَهَنَّمُ خَالِدًا فِيهَا وَغَضِبَ اللَّهُ عَلَيْهِ وَلَعَنَهُ وَأَعَدَّ لَهُ عَذَابًا عَظِيمًا ۝٩٣﴾ [النساء:93]، وقال النبي: «اجتنبوا السبع الموبقات: الشرك بالله، والسحر، وقتل النفس التي حرم الله...»[3]
3. عقوق الوالدين: ذكر القرآن: ﴿وَقَضَى رَبُّكَ أَلَّا تَعْبُدُوا إِلَّا إِيَّاهُ وَبِالْوَالِدَيْنِ إِحْسَانًا إِمَّا يَبْلُغَنَّ عِنْدَكَ الْكِبَرَ أَحَدُهُمَا أَوْ كِلَاهُمَا فَلَا تَقُلْ لَهُمَا أُفٍّ وَلَا تَنْهَرْهُمَا وَقُلْ لَهُمَا قَوْلًا كَرِيمًا ۝٢٣ وَاخْفِضْ لَهُمَا جَنَاحَ الذُّلِّ مِنَ الرَّحْمَةِ وَقُلْ رَبِّ ارْحَمْهُمَا كَمَا رَبَّيَانِي صَغِيرًا ۝٢٤﴾ [الإسراء:23–24]. وقال : «ألا أنبئكم بأكبر الكبائر؟» فذكر منها عقوق الوالدين.[3] وقال : «رضا الله في رضا الوالد، وسخط الله في سخط الوالد» [رواه الترمذي وابن حبان].
4. ترك الصلاة: ذكر القرآن: ﴿فَخَلَفَ مِنْ بَعْدِهِمْ خَلْفٌ أَضَاعُوا الصَّلَاةَ وَاتَّبَعُوا الشَّهَوَاتِ فَسَوْفَ يَلْقَوْنَ غَيًّا ۝٥٩ إِلَّا مَنْ تَابَ وَآمَنَ وَعَمِلَ صَالِحًا فَأُولَئِكَ يَدْخُلُونَ الْجَنَّةَ وَلَا يُظْلَمُونَ شَيْئًا ۝٦٠﴾ [مريم:59–60]. وقال النبي: «العهد الذي بيننا وبينهم الصلاة، فمن تركها فقد كفر» [رواه أحمد والترمذي والنسائي].
5. منع الزكاة: ذكر القرآن:  وَوَيْلٌ لِّلْمُشْرِكِينَ (6) الَّذِينَ لَا يُؤْتُونَ الزَّكَاةَ وَهُم بِالْآخِرَةِ هُمْ كَافِرُونَ [فصلت:7,6].
6. السحر: قال الله تبارك وتعالى: وَلَـكِنَّ الشَّيْاطِينَ كَفَرُواْ يُعَلِّمُونَ النَّاسَ السِّحْرَ  [البقرة:102]، وفي الحديث: «اجتنبوا السبع الموبقات: الشرك بالله، والسحر، وقتل النفس التي حرم الله...».[3]
7. الزنا: ذكر القرآن: ﴿وَلَا تَقْرَبُوا الزِّنَى إِنَّهُ كَانَ فَاحِشَةً وَسَاءَ سَبِيلًا ۝٣٢﴾ [الإسراء:32]، وقال رسول الله ﷺ: «إذا زنى العبد خرج منه الإيمان، فكان على رأسه كالظلة، فإذا أقلع رجع إليه» [رواه أبو داود والحاكم].
8. اللواط : ذكر القرآن عن قوم لوط: ﴿وَلُوطًا إِذْ قَالَ لِقَوْمِهِ أَتَأْتُونَ الْفَاحِشَةَ مَا سَبَقَكُمْ بِهَا مِنْ أَحَدٍ مِنَ الْعَالَمِينَ ۝٨٠ إِنَّكُمْ لَتَأْتُونَ الرِّجَالَ شَهْوَةً مِنْ دُونِ النِّسَاءِ بَلْ أَنْتُمْ قَوْمٌ مُسْرِفُونَ ۝٨١﴾ [الأعراف:80–81]، وقال النبي: «لعن الله من عمل عمل قوم لوط» [رواه النسائي].
9. الربا: ذكر القرآن: يَا أَيُّهَا الَّذِينَ آمَنُواْ اتَّقُواْ اللّهَ وَذَرُواْ مَا بَقِيَ مِنَ الرِّبَا إِن كُنتُم مُّؤْمِنِينَ (278) فَإِن لَّمْ تَفْعَلُواْ فَأْذَنُواْ بِحَرْبٍ مِّنَ اللّهِ وَرَسُولِهِ [البقرة:279,278]، وقال رسول الله ﷺ: «لعن الله آكل الربا وموكله» [رواه مسلم].
10. أكل مال اليتيم: قال الله: ﴿إِنَّ الَّذِينَ يَأْكُلُونَ أَمْوَالَ الْيَتَامَى ظُلْمًا إِنَّمَا يَأْكُلُونَ فِي بُطُونِهِمْ نَارًا وَسَيَصْلَوْنَ سَعِيرًا ۝١٠﴾ [النساء:10]، وذكر القرآن: وَلاَ تَقْرَبُواْ مَالَ الْيَتِيمِ إِلاَّ بِالَّتِي هِيَ أَحْسَنُ حتى يبلغ أشُده [الأنعام:152].
11. الكذب على الله عز وجل وعلى رسوله : ذكر القرآن: ﴿وَيَوْمَ الْقِيَامَةِ تَرَى الَّذِينَ كَذَبُوا عَلَى اللَّهِ وُجُوهُهُمْ مُسْوَدَّةٌ أَلَيْسَ فِي جَهَنَّمَ مَثْوًى لِلْمُتَكَبِّرِينَ ۝٦٠﴾ [الزمر:60]، وقال النبي: «من كذب علي متعمدا فليتبوأ مقعده من النار» [رواه البخاري].
12. الكبر والفخر والخيلاء والعجب والتيه: ذكر القرآن: إِنَّهُ لاَ يُحِبُّ الْمُسْتَكْبِرِينَ  [النحل:23]، وقال الرسول: «لا يدخل الجنة أحد في قلبه مثقال ذرة من كبر» [رواه مسلم].
13. شهادة الزور : ذكر القرآن:  فَاجْتَنِبُوا الرِّجْسَ مِنَ الْأَوْثَانِ وَاجْتَنِبُوا قَوْلَ الزُّورِ [الحج:30]، وقال: «لا تزول قدما شاهد الزور يوم القيامة حتى تجب له النار» [رواه ابن ماجة والحاكم]. وقال ﷺ: «ألا أنبئكم بأكبر الكبائر: الإشراك بالله، وعقوق الوالدين، ألا وقول الزور. فما زال يكررها حتى قلنا: ليته سكت».[3]
14. شرب الخمر: ذكر القرآن: ﴿يَا أَيُّهَا الَّذِينَ آمَنُوا إِنَّمَا الْخَمْرُ وَالْمَيْسِرُ وَالْأَنْصَابُ وَالْأَزْلَامُ رِجْسٌ مِنْ عَمَلِ الشَّيْطَانِ فَاجْتَنِبُوهُ لَعَلَّكُمْ تُفْلِحُونَ ۝٩٠﴾ [المائدة:90]، وقال الرسول: «لعن الله الخمر وشاربها وساقيها وبائعها ومبتاعها وعاصرها ومعتصرها وحاملها والمحمولة إليه وآكل ثمنها» [رواه أبو داود والحاكم]، وقال: «... ولا يشرب الخمر حين يشربها وهو مؤمن».[3]
15. القمار: ذكر القرآن: ﴿يَا أَيُّهَا الَّذِينَ آمَنُوا إِنَّمَا الْخَمْرُ وَالْمَيْسِرُ وَالْأَنْصَابُ وَالْأَزْلَامُ رِجْسٌ مِنْ عَمَلِ الشَّيْطَانِ فَاجْتَنِبُوهُ لَعَلَّكُمْ تُفْلِحُونَ ۝٩٠﴾ [المائدة:90].
16. قذف المحصنات: ذكر القرآن: ﴿إِنَّ الَّذِينَ يَرْمُونَ الْمُحْصَنَاتِ الْغَافِلَاتِ الْمُؤْمِنَاتِ لُعِنُوا فِي الدُّنْيَا وَالْآخِرَةِ وَلَهُمْ عَذَابٌ عَظِيمٌ ۝٢٣﴾ [النور:23]، وقال النبي: «من قذف مملوكة بالزنا أقيم عليه الحد يوم القيامة إلا أن يكون كما قال» [متفق عليه].
17. السرقة: ذكر القرآن: ﴿وَالسَّارِقُ وَالسَّارِقَةُ فَاقْطَعُوا أَيْدِيَهُمَا جَزَاءً بِمَا كَسَبَا نَكَالًا مِنَ اللَّهِ وَاللَّهُ عَزِيزٌ حَكِيمٌ ۝٣٨﴾ [المائدة:38]، وقال النبي: «لا يزني الزاني حين يزني وهو مؤمن، ولا يسرق السارق حين يسرق وهو مؤمن» [متفق عليه].
18. قطع الطريق: ذكر القرآن: ﴿إِنَّمَا جَزَاءُ الَّذِينَ يُحَارِبُونَ اللَّهَ وَرَسُولَهُ وَيَسْعَوْنَ فِي الْأَرْضِ فَسَادًا أَنْ يُقَتَّلُوا أَوْ يُصَلَّبُوا أَوْ تُقَطَّعَ أَيْدِيهِمْ وَأَرْجُلُهُمْ مِنْ خِلَافٍ أَوْ يُنْفَوْا مِنَ الْأَرْضِ ذَلِكَ لَهُمْ خِزْيٌ فِي الدُّنْيَا وَلَهُمْ فِي الْآخِرَةِ عَذَابٌ عَظِيمٌ ۝٣٣﴾ [المائدة:33].
19. اليمين الغموس: قال النبي: «من حلف علي يمين صبر، يقتطع بها مال امرئ مسلم وهو فيها فاجر لقي الله وهو عليه غضبان» [رواه البخاري].
20. الظلم: ويكون بأكل أموال الناس وبالضرب والشتم والتعدي والاستطالة على الضعفاء، ذكر القرآن: وَسَيَعْلَمُ الَّذِينَ ظَلَمُوا أَيَّ مُنْقَلَبٍ يَنْقَلِبُونَ [الشعراء:227]، وفي الحديث: «اتقوا الظلم فإنه ظلمات يوم القيامة» [رواه مسلم].
21. الانتحار : ذكر القرآن: وَلاَ تَقْتُلُواْ أَنفُسَكُمْ إِنَّ اللّهَ كَانَ بِكُمْ رَحِيمًا، وَمَن يَفْعَلْ ذَلِكَ عُدْوَانًا وَظُلْمًا فَسَوْفَ نُصْلِيهِ نَارًا وَكَانَ ذَلِكَ عَلَى اللّهِ يَسِيرًا [النساء:29-30]. وقال النبي: «لعن المؤمن كقتله، ومن قذف مؤمنا بكفر فهو كقاتله، ومن قتل نفسه بشيء عذبه الله به يوم القيامة».[3]
22. الكذب في غالب الأقوال: قال الله: ثُمَّ نَبْتَهِلْ فَنَجْعَل لَّعْنَةَ اللّهِ عَلَى الْكَإذِبِينَ [آل عمران:61]، وقال النبي: «... وإن الكذب يهدي إلى الفجور، وإن الفجور يهدي إلى النار، وإن الرجل ليكذب حتى يكتب عند الله كذابا».[3]
23. الحكم بغير ما أنزل الله: ذكر القرآن: وَمَن لَّمْ يَحْكُم بِمَا أَنزَلَ اللّهُ فَأُوْلَـئِكَ هُمُ الْكَافِرُونَ [المائدة:44].
24. تشبه النساء بالرجال وتشبه الرجال بالنساء: قال رسول الله في الإسلام: «لعن الله المخنثين من الرجال، والمترجلات من النساء» [رواه البخاري].
25. الديوث: قال النبي: «ثلاثة لا يدخلون الجنة: العاق لوالديه، والديوث، ورجلة النساء» [رواه النسائي والحاكم وأحمد].
26. عدم التنزه من البول، ذكر القرآن: وَثِيَابَكَ فَطَهِّرْ  [المدثر:4]، وقال النبي وقد مر بقبرين: «إنهما يعذبان وما يعذبان في كبير، أما أحدهما فكان لا يستنزه من بوله، وأما الآخر فكان يمشي بالنميمة».[3]
27. الخيانة: ذكر القرآن: وَأَنَّ اللّهَ لاَ يَهْدِي كَيْدَ الْخَائِنِينَ  [يوسف:52]، وقال النبي: «لا إيمان لمن لا أمانة له، ولا دين لمن لا عهد له».
28. التعلم للدنيا وكتمان العلم: ذكر القرآن: إِنَّ الَّذِينَ يَكْتُمُونَ مَا أَنزَلْنَا مِنَ الْبَيِّنَاتِ وَالْهُدَى مِن بَعْدِ مَا بَيَّنَّاهُ لِلنَّاسِ فِي الْكِتَابِ أُولَـئِكَ يَلعَنُهُمُ اللّهُ وَيَلْعَنُهُمُ اللَّاعِنُونَ [البقرة:159]، وقال النبي: «من تعلم علما مما يبتغى به وجه الله لا يتعلمه إلا ليصيب به عرضا من الدنيا لم يجد عرف الجنة يوم القيامة» يعني ريحها. [رواه أبو داود].
29. المنّ: ذكر القرآن: لاَ تُبْطِلُواْ صَدَقَاتِكُم بِالْمَنِّ وَالأذَى [البقرة:264]، وقال النبي: «ثلاثة لا يقبل الله منهم صرفا ولا عدلا: عاق، ومنان، ومكذب بالقدر» [رواه الطبراني وابن أبي عاصم].
30. التجسس: ذكر القرآن: وَلَا تَجَسَّسُوا [الحجرات:12]، وقال النبي: «من استمع إلى حديث قوم وهم له كارهون صب في أذنيه الآنك يوم القيامة، ومن صور صورة عذب وكلف أن ينفخ فيها الروح وليس بنافخ» [رواه البخاري].
31. النميمة: ذكر القرآن وَلَا تُطِعْ كُلَّ حَلَّافٍ مَّهِينٍ (10) هَمَّازٍ مَّشَّاء بِنَمِيمٍ [القلم:11,10] وقال النبي لما مر بقبرين: «إنهما يعذبان وما يعذبان في كبير، أما أحدهما فكان يمشي بالنميمة...» [رواه البخاري].
32. اللعن: قال النبي: «لعن المؤمن كقتله».[3]
33. تصديق الكاهن والمنجم: قال النبي: «من أتى عرافا أو كاهنا فصدقه بما يقول فقد كفر بما أنزل على محمد» [رواه أحمد والحاكم].
34. نشوز المرأة على زوجها: قال الله تبارك وتعالى: وَاللاَّتِي تَخَافُونَ نُشُوزَهُنَّ فَعِظُوهُنَّ وَاهْجُرُوهُنَّ فِي الْمَضَاجِعِ وَاضْرِبُوهُنَّ فَإِنْ أَطَعْنَكُمْ فَلاَ تَبْغُواْ عَلَيْهِنَّ سَبِيلاً إِنَّ اللّهَ كَانَ عَلِيّاً كَبِيراً [النساء:34]، وقال النبي: «إذا دعا الرجل امرأته إلى فراشه فأبت، فبات غضبان عليها، لعنتها الملائكة حتى تصبح» [رواه البخاري].
35. أذى الجار: قال النبي: «لا يدخل الجنة من لا يأمن جاره بوائقه» [رواه مسلم].
36. غش الإمام للرعية: ذكر القرآن: إِنَّمَا السَّبِيلُ عَلَى الَّذِينَ يَظْلِمُونَ النَّاسَ وَيَبْغُونَ فِي الْأَرْضِ بِغَيْرِ الْحَقِّ أُوْلَئِكَ لَهُم عَذَابٌ أَلِيمٌ [الشورى:42]، وقال النبي: «أيما راع غش رعيته فهو في النار» [رواه أحمد].
37. الأكل والشرب في آنية الذهب أو الفضة: قال النبي: «إن الذي يأكل أو يشرب في إناء الذهب أو الفضة إنما يجرجر في بطنه نار جهنم» [رواه مسلم].
38. لبس الحرير والذهب للرجال: قال : { إنما يلبس الحرير في الدنيا من لا خلاق له في الآخرة } [رواه مسلم].
39. الجدل والمراء: قال : {...، ومن خاصم في باطل وهو يعلمه لم يزل في سخط الله حتى ينزع.. } [رواه أبو داود].
40. نقص الكيل والميزان: ذكر القرآن: وَيْلٌ لِّلْمُطَفِّفِينَ [المطففين:1].
41. الأمن من مكر الله: ذكر القرآن: أَفَأَمِنُواْ مَكْرَ اللّهِ فَلاَ يَأْمَنُ مَكْرَ اللّهِ إِلاَّ الْقَوْمُ الْخَاسِرُونَ [الأعراف:99]، وكان النبي يقول: «يا مقلب القلوب والأبصار ثبت قلوبنا على دينك فقيل له: يا رسول الله أتخاف علينا؟ فقال رسول الله: إن القلوب بين إصبعين من أصابع الرحمن، يقلبها كيف يشاء» [رواه أحمد والترمذي والحاكم].
42. تكفير المسلم: قال النبي: «من قال لأخيه يا كافر فقد باء بها أحدهما» [رواه البخاري].
43. ترك صلاة الجمعة: قال النبي: «لينتهين أقوام عن ودعهم الجمعات، أو ليختمن الله على قلوبهم ثم ليكونن من الغافلين» [رواه مسلم].
44. المكر والخديعة: قال الله: وَلَا يَحِيقُ الْمَكْرُ السَّيِّئُ إِلَّا بِأَهْلِهِ [فاطر:43]، وقال النبي: «المكر والخديعة في النار» [البيهقي في شعب الايمان].
45. سب أحد من الصحابة: قال النبي: «لا تسبوا أصحابي فوالله الذي نفسي بيده لو أنفق أحدكم مثل أحد ذهبا ما بلغ مد أحدهم ولا نصيفه» [رواه البخاري].
46. النياحة على الميت: قال النبي: «اثنتان في الناس هما بهم كفر: الطعن في الأنساب، والنياحة على الميت» [رواه مسلم وأحمد].
47. تغيير منار الأرض: قال النبي: «... ولعن الله من غير منار الأرض» [رواه مسلم].
48. الواصلة والنامصة والمتنمصة والمتفلجة والواشمة: قال النبي: «لعن الله الواشمات، والمستوشمات، والنامصات، والمتنمصات، والمتفلجات للحسن، المغيرات خلق الله»[3]، وقال النبي: «لعن الله الواصلة والمستوصلة، والواشمة والمستوشمة».[3]
49. الإلحاد في الحرم: قال الله: ﴿وَالْمَسْجِدِ الْحَرَامِ الَّذِي جَعَلْنَاهُ لِلنَّاسِ سَوَاءً الْعَاكِفُ فِيهِ وَالْبَادِ وَمَنْ يُرِدْ فِيهِ بِإِلْحَادٍ بِظُلْمٍ نُذِقْهُ مِنْ عَذَابٍ أَلِيمٍ﴾ [الحج:25]، وسأل رجل النبي: ما الكبائر؟ قال النبي: «هن تسع: الشرك بالله ... وذكر منها: واستحلال البيت الحرام قبلتكم» [رواه أبو داود والنسائي].
50. إفطار رمضان بغير محذر، وترك الحج مع الاستطاعة: قال النبي: «بني الإسلام على خمس: شهادة أن لا إله إلا الله وأن محمدا رسول الله، وإقام الصلاة، وإيتاء الزكاة، وصوم رمضان، وحج البيت».[3]